# Тімонконко Траоре
Тімонконко Траоре (*д/н — 1845) — фаама (володар) держави Кенедугу в 1840—1845 роках.

## Життєпис
Походив з династії Траоре. Син фаами Тапрі. За правління брата Фамороби невизначену дату він опинився в державі Конг, де зайняв чільне місце нарівні зі своїм братами Сіраманадіа і Ніанамагою. За свої зловживання вони були змушені втекти до Фінколо, що за 17 кілометрів від Сікассо. Пігуеба Уатара, що став фактичним правителем в державі Конг, переслідував їх до Фінколо, де взяв в облогу. Вони втекли до Кафели (в Бугулі). Тому Тімонконко з братом відступив до Наті, де вони змогли зупинити війська Конгу.
Близько 1835 року після смерті брата Фамороби трон в Кенедугу дістався Ніанамазі. Втім Тімонконко уклав з останнім угоду, за якою спадкування трону мало відбуватися за правом першонародження з чергуваннями між нащадками Ніанаманги і Тімонконко.
Близько 1840 року після смерті брата успадкував трон. Вів війни проти держави Конг. Помер 1845 року Йому спадкував небіж Даула II Траоре.